# Janay DeLoach
Cynthia (Janay) DeLoach Soukup (Panama City, 12 oktober 1985) is een Amerikaanse atlete, die is gespecialiseerd in het verspringen. Ze vertegenwoordigde haar vaderland op eenmaal op de Olympische Spelen, bij welke gelegenheid zij een medaille veroverde.

## Carrière
Op de wereldkampioenschappen van 2011 in Daegu eindigde DeLoach bij het verspringen als zesde. Een jaar later nam de Amerikaanse in Istanboel deel aan de wereldindoorkampioenschappen, waar zij de zilveren medaille in de wacht sleepte. Later dat jaar, tijdens de US Olympic Trials in Eugene, sprong ze voor de eerste maal in haar carrière over de zeven meter. Dankzij deze prestatie kwalificeerde zij zich voor de Olympische Spelen in Londen, waar DeLoach vervolgens de bronzen medaille voor zich opeiste.
In 2013 was DeLoach er op de WK in Moskou opnieuw bij, maar daar liep zij tegen een fikse teleurstelling aan. Nadat zij zich een dag eerder met een beste sprong van 6,58 m maar ternauwernood had weten te kwalificeren, kwam zij er in de finale niet aan te pas en eindigde zij op een tegenvallende elfde plaats.

## Persoonlijke records
Outdoor
| Onderdeel    | Afstand            | Datum       | Plaats     |
| ------------ | ------------------ | ----------- | ---------- |
| 100 m        | 11,45 s (+2,0 m/s) | 17 mei 2008 | Fort Worth |
| 100 m horden | 12,97 s (+0,2 m/s) | 17 mei 2013 | Atlanta    |
| verspringen  | 7,03 m             | 1 juli 2012 | Eugene     |

Indoor
| Onderdeel    | Afstand | Datum            | Plaats           |
| ------------ | ------- | ---------------- | ---------------- |
| 60 m         | 7,31 s  | 24 februari 2006 | Albuquerque      |
| 60 m horden  | 7,97 s  | 2 februari 2013  | Boston           |
| hoogspringen | 1,70 m  | 12 februari 2011 | Colorado Springs |
| verspringen  | 6,99 m  | 27 februari 2011 | Albuquerque      |
| vijkamp      | 4289 p  | 6 maart 2011     | Bloomington      |

## Palmares

### verspringen
Kampioenschappen
- 2011: 6e WK - 6,56 m
- 2012:  WK indoor - 6,98 m
- 2012:  OS - 6,89 m
- 2013: 11e WK - 6,44 m (in kwal. 6,58 m)
- 2015: 8e WK  - 6,67 m

Diamond League zeges
- 2011: Aviva Birmingham Grand Prix - 6,78 m
- 2012: Shanghai Golden Grand Prix - 6,73 m
- 2013: Adidas Grand Prix – 6,79 m

### 60 m horden
- 2014: 5e WK indoor - 7,90 s